# یوبیکینول اکسیداز
یوبیکینول اکسیداز (حمل‌کنندهٔ پروتون) (انگلیسی: Ubiquinol oxidase (H+-transporting)) با نام اصلی یوبیکینول: اکسیدوردوکتاز اکسیژن (حمل‌کننده پروتون) یک آنزیم است که سبب فروکافت واکنش شیمیایی زیر می‌شود:
 ۲ یوبیکینول + O2 + n H+in {\displaystyle \rightleftharpoons } ۲ یوبیکینون + ۲ H2O + n H+out

یوبیکینول یک مرکز دو هسته‌ای مشتمل بر ۲ مولکول هِـم، یا ۱ هِـم و ۱ مس دارد.